# زمان الصمت (مسلسل)
زمان الصمت مسلسل كوميدي سوري أنتج عام 2003.

## قصة المسلسل
أيمن زيدان الذي يؤدي فيه دور طبيب بيطري إسمه د.ظافر يعمل في مؤسسة متخصصة ويتعرض لمواقف متناقضة ساخرة في عمله وفي بيته
العمل الذي يقع في 30 حلقة تلفزيونية ينتمي لسلسلة الأعمال الاجتماعية المعاصرة ذات الطابع الكوميدي، حيث يقدم المسلسل مجموعة من الشخصيات تعمل في مؤسسة واحدة تتنازعهم هموم ومشاكل ورغبات وأحلام، وينعكس ذلك على حياتهم العامة والخاصة، حيث تنتقل مشاكل المؤسسة معهم إلى بيوتهم وهذا ما يؤثر على حياتهم الاسرية، كذلك صعوبات الحياة اليومية تؤثر على عملهم في مؤسستهم.

## أبطال العمل
- أيمن زيدان
- نورمان أسعد
- صباح الجزائري
- أيمن رضا
- عباس النوري
- أندريه سكاف
- شادي زيدان
- أمية ملص
- الليث المفتي
- وائل زيدان
- عاصم حواط
- أسامة تيناوي
- رغداء شعراني
- نادين سلامة
- سعد لوستان
- دينا هارون
- بسام دكاك
- عبد الرحمن عيد
- فارس الرفاعي
- معتز أفغاني
- محمد فلفلة
- كوثر معراوي
- نور خلف
- شيرين سلوم
- فايز صبوح
- فؤاد وكيل
- نوار زيدان
- حسن عويتي
- أمانة والي
- محمد خاوندي
- رياض شحرور
- أحمد خليفة
- أحمد رافع
- جوزيف ناشف
- صبحي الرفاعي
- كميل أبو صعب
- طالب عزيزي
- سامر كاسوحة
- طارق الشيخ
- رائد مشرف
- رغداء هاشم
- عبد السلام غبور
- فهد نجار
- أنور شيخ البساتنة
- خالد تكلا
- نائلة أومري
- أنس الحاج
- محمود دكاك
- خالد فارس
- زينة توكلنا
- حيدر فارس
- قيصر الحسن
- مروان شمشيخ
- أحمد الشيخ
- فادي مارديني